# Christentum in Libyen

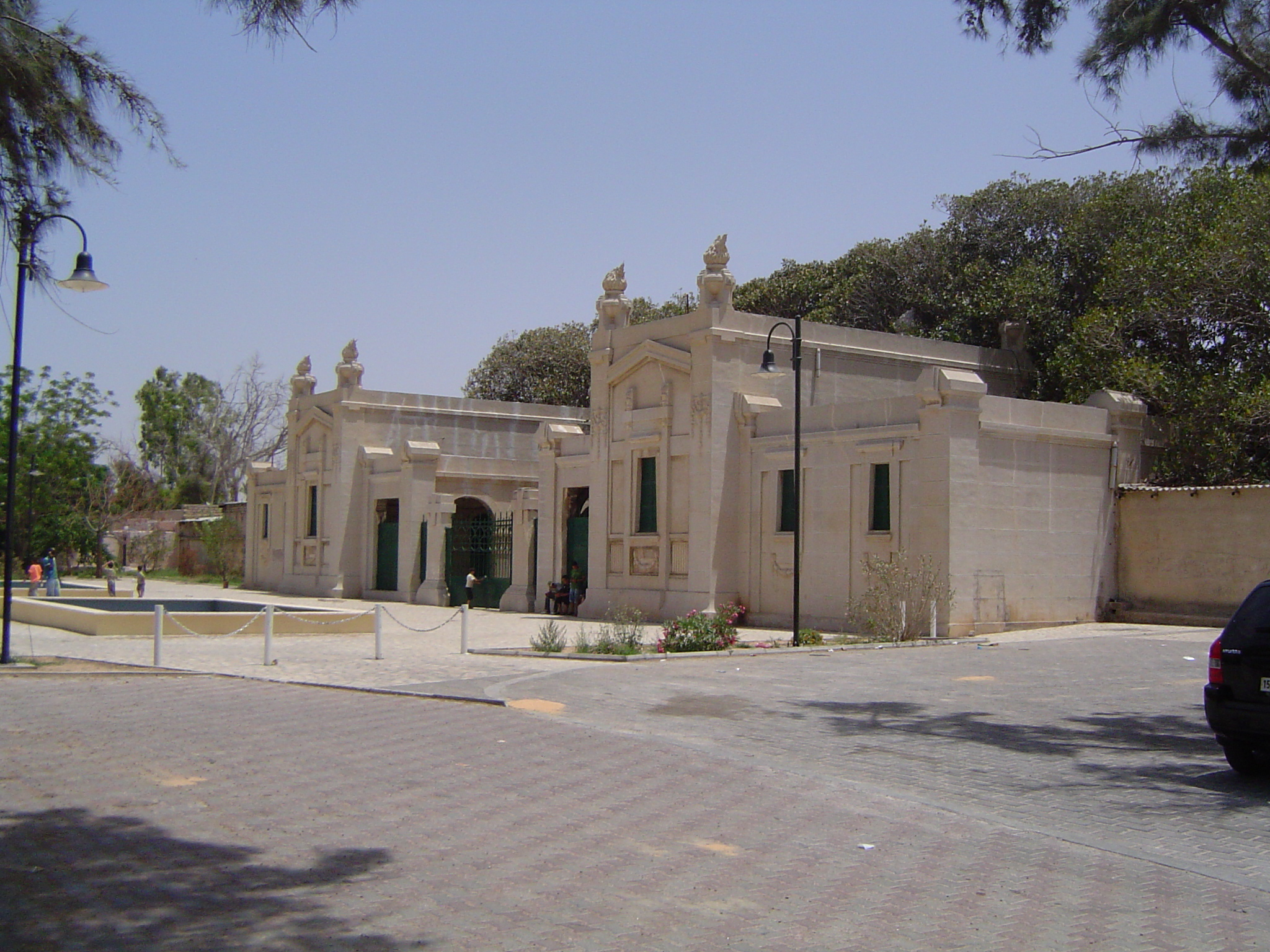
Christlicher Friedhof in der Hauptstadt Tripolis

Das Christentum ist in Libyen eine kleine religiöse Minderheit.
Die Beziehungen von Christen und Muslimen in Libyen sind relativ friedlich. In dem mehrheitlich islamischen Land ist es allerdings verboten, Muslime zu missionieren. Ein christlicher Mann muss Muslim werden, wenn er eine islamische Frau heiraten möchte. Umgekehrt kann ein muslimischer Mann eine christliche oder jüdische Frau heiraten, ohne dass sie konvertieren muss. Christliche Literatur wird beschränkt.

## Konfessionen
Laut der World Christian Encyclopedia ist die größte christliche Gruppe der römische Katholizismus, gefolgt von den russisch-orthodoxen und den serbisch-orthodoxen Christen. In Tripolis gibt es eine anglikanische Gemeinde, die zur Diözese Horn von Afrika der Episcopal / Anglican Province of Alexandria gehört. Es gibt koptisch-orthodoxe und griechisch-orthodoxe Priester in Libyen. Die Mehrheit der Christen in Libyen besteht aus Kopten aus Ägypten.

### Katholische Kirche
Etwa 40.000 römisch-katholische Menschen leben in Libyen. Es gibt zwei Bischöfe in Libyen, einen in Tripolis und einen in Bengasi. Es gibt römisch-katholische Apostolische Vikariate in Bengasi, Darna und Tripolis. Es gibt eine Apostolische Präfektur in Misrata. In Libyen befinden sich zwei katholische Kirchen, eine in Tripolis und eine in Bengasi.

## Geschichte
Unter dem Regime von Muammar Gaddafi galt Religionsfreiheit, solange Gläubige dadurch nicht im Widerspruch zur Staatsdoktrin standen. Gaddafi versuchte eher, islamische Glaubenslehren und -regeln zu beeinflussen; die christliche Minderheit blieb weitgehend unbehelligt. Libyen unterhielt auch eine Botschaft beim Vatikan. In der katholischen Kirche von Tripolis fanden etwa ökumenische Gottesdienste statt, bei denen auch Christen chaldäischer und anglikanischer Konfession willkommen waren. Diese Praxis wurde mit dem Bürgerkrieg und den Sturz Gaddafis durch eine unsichere bis gefährliche Situation abgelöst. Zur Verfolgung von Christen in Libyen siehe auch: Christenverfolgung.